# Ceracia degeerioides
Ceracia degeerioides är en tvåvingeart som först beskrevs av Wulp 1890.  Ceracia degeerioides ingår i släktet Ceracia och familjen parasitflugor. Inga underarter finns listade i Catalogue of Life.